# Sweet Dreams (Dr. Alban-dal)
A Sweet Dreams című dal a brooklyni születésű, de svédországban élő Swing feldolgozása, melyben Dr. Alban is közreműködött. A dal eredetije az Eurythmics duó 1982-ben, és 1983-ban kiadott Sweet Dreams (Are Made of This) című dal 1995-ös verziója. A dal az angol, a holland, és a svéd slágerlistákra került fel. A dal albumon nem jelent meg, csupán kislemezen, és a klubok kedvence volt. A dalban Birgitta Edoff vokálozott.

## Tracklista
CD maxi
1. "Sweet Dreams" (radio) – 3:28
2. "Sweet Dreams" (extended) – 6:00
3. "Sweet Dreams" (aura mix) – 6:07
4. "Sweet Dreams" (tabledance) – 5:41

12" kislemez
1. "Sweet Dreams" (aura mix) – 6:07
2. "Sweet Dreams" (extended) – 6:00
3. "Sweet Dreams" (tabledance) – 5:41
4. "Sweet Dreams" (radio) – 3:28

12" kislemez - remixes
1. "Sweet Dreams" (the real version) – 5:09
2. "Sweet Dreams" (junglebook mix) – 4:42

## Slágerlista
| Slágerlista(1995)                                | Legmagasabb helyezés |
| ------------------------------------------------ | -------------------- |
| Hollandia (Mega Top 100)                         | 44                   |
| Svédország (Sverigetopplistan)                   | 12                   |
| Egyesült Királyság (The Official Charts Company) | 59                   |